# Tauriel
Tauriel é uma personagem fictícia criada pelo cineasta Peter Jackson e pela roteirista cinematográfica Fran Walsh para a série de filmes O Hobbit (2012-14), que consiste na adaptação para o cinema do livro O Hobbit, do renomado escritor britânico J. R. R. Tolkien. Aparecendo nos dois últimos filmes da franquia, A Desolação de Smaug (2013) e A Batalha dos Cinco Exércitos (2014), a personagem não foi originalmente criada por Tolkien, como os demais personagens de destaque do filme, mas sim foi uma concepção do diretor da série, o neo-zelandês Peter Jackson e sua equipe, a fim de dar mais dinamismo à história adaptada para o cinema e equilibrar o elenco (quase totalmente masculino) com uma "forte personagem feminina." 
Dentro da história apresentada, Tauriel é uma elfa, de origem silvestre, que teve seus pais (provavelmente de origem não-nobre) assassinados por orcs quando ainda era um bebê e foi criada em meio aos membros da Casa Real de Thranduil, clã élfico liderado pelo Rei da Floresta das Trevas, Thranduil. A personagem, porém, se mostra mais aberta ao convívio com outras raças (como anões) e mais tolerante que os membros de sua raça élfica (elfos silvestres), embora não menos pacifista. Chefe da Guarda Real da Floresta das Trevas, é referida como uma valorosa guerreira. Seu nome "Tauriel", no idioma élfico, quer dizer, literalmente "Filha da Floresta".